# Karel Loohuis

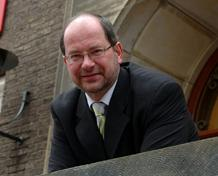
Karel Loohuis bei seiner Ernennung zum Bürgermeister in Haaksbergen (2002)

Karel Loohuis (* 31. Juli 1958 in Oldenzaal) ist ein niederländischer Politiker der PvdA.

## Leben und Karriere
Karel Loohuis wurde 1958 in Oldenzaal geboren. Nach dem Abitur studierte er Geschichte an der Reichsuniversität Groningen und begann ab 1984 als Geschichtslehrer in Enschede und Oldenzaal zu arbeiten. Loohuis war von 1990 bis zu seiner Ernennung zum Bürgermeister in der damaligen nordholländischen Gemeinde Wognum im September 1997 Stadtrat in Oldenzaal. Im März 2002 war er einer der beiden Kandidaten um die Wahl des Bürgermeisters in der Gemeinde Best, wobei die Bevölkerung dieser Gemeinde in der Provinz Noord-Brabant mit 64 % die andere Kandidatin bevorzugte: Letty Demmers-van der Geest. Einige Monate später wurde er zum Bürgermeister von Haaksbergen ernannt. Dieses Amt hielt er bis Anfang 2011 inne. Zwischen dem 15. Februar 2011 und dem 3. April 2024 war er Bürgermeister von Hoogeveen. Er ist verheiratet und hat zwei Kinder.